# Список астероїдів (14001—14100)
| Назва                                | Тимчасове позначення | Дата відкриття    | Місце відкриття                              | Відкривач                            |
| ------------------------------------ | -------------------- | ----------------- | -------------------------------------------- | ------------------------------------ |
| (14001) 1993 KR                      | 1993 KR              | 26 травня 1993    | Обсерваторія Кійосато                        | Сатору Отомо                         |
| (14002) 1993 LW1                     | 1993 LW1             | 15 червня 1993    | Паломарська обсерваторія                     | Генрі Гольт                          |
| (14003) 1993 OO4                     | 1993 OO4             | 20 липня 1993     | Обсерваторія Ла-Сілья                        | Ерік Вальтер Ельст                   |
| 14004 Chikama                        | 1993 SK2             | 19 вересня 1993   | Обсерваторія Кітамі                          | Кін Ендате, Кадзуро Ватанабе         |
| (14005) 1993 SO3                     | 1993 SO3             | 22 вересня 1993   | Мерида (Венесуела)                           | Орландо Наранхо                      |
| 14006 Sakamotofumio                  | 1993 SA4             | 18 вересня 1993   | Обсерваторія Кітамі                          | Кін Ендате, Кадзуро Ватанабе         |
| (14007) 1993 TH14                    | 1993 TH14            | 9 жовтня 1993     | Обсерваторія Ла-Сілья                        | Ерік Вальтер Ельст                   |
| (14008) 1993 TD17                    | 1993 TD17            | 9 жовтня 1993     | Обсерваторія Ла-Сілья                        | Ерік Вальтер Ельст                   |
| (14009) 1993 TQ36                    | 1993 TQ36            | 13 жовтня 1993    | Паломарська обсерваторія                     | Генрі Гольт                          |
| 14010 Jomonaomori                    | 1993 UL              | 16 жовтня 1993    | Обсерваторія Кітамі                          | Кін Ендате, Кадзуро Ватанабе         |
| (14011) 1993 US                      | 1993 US              | 22 жовтня 1993    | Обсерваторія Ніхондайра                      | Такеші Урата                         |
| 14012 Amedee                         | 1993 XG              | 6 грудня 1993     | Обсерваторія Ґейсей                          | Тсутому Секі                         |
| (14013) 1993 YF                      | 1993 YF              | 17 грудня 1993    | Обсерваторія Оїдзумі                         | Такао Кобаяші                        |
| 14014 Мюнхгаузен (Munchhausen)       | 1994 AL16            | 14 січня 1994     | Обсерваторія Карла Шварцшильда               | Ф. Бернґен                           |
| 14015 Senancour                      | 1994 BD4             | 16 січня 1994     | Коссоль                                      | Ерік Вальтер Ельст, Крістіан Поллас  |
| 14016 Штеллер (Steller)              | 1994 BJ4             | 16 січня 1994     | Коссоль                                      | Ерік Вальтер Ельст, Крістіан Поллас  |
| (14017) 1994 NS                      | 1994 NS              | 4 липня 1994      | Обсерваторія Наті-Кацуура                    | Йошісада Шімідзу, Такеші Урата       |
| (14018) 1994 PM14                    | 1994 PM14            | 10 серпня 1994    | Обсерваторія Ла-Сілья                        | Ерік Вальтер Ельст                   |
| (14019) 1994 PP16                    | 1994 PP16            | 10 серпня 1994    | Обсерваторія Ла-Сілья                        | Ерік Вальтер Ельст                   |
| (14020) 1994 PE18                    | 1994 PE18            | 10 серпня 1994    | Обсерваторія Ла-Сілья                        | Ерік Вальтер Ельст                   |
| (14021) 1994 PL20                    | 1994 PL20            | 12 серпня 1994    | Обсерваторія Ла-Сілья                        | Ерік Вальтер Ельст                   |
| (14022) 1994 PW27                    | 1994 PW27            | 12 серпня 1994    | Обсерваторія Ла-Сілья                        | Ерік Вальтер Ельст                   |
| (14023) 1994 PX31                    | 1994 PX31            | 12 серпня 1994    | Обсерваторія Ла-Сілья                        | Ерік Вальтер Ельст                   |
| 14024 Procol Harum                   | 1994 RZ              | 9 вересня 1994    | Сормано                                      | Пієро Сіколі, П. Ґецці               |
| 14025 Фаллада (Fallada)              | 1994 RR11            | 2 вересня 1994    | Обсерваторія Карла Шварцшильда               | Ф. Бернґен                           |
| 14026 Ескердо (Esquerdo)             | 1994 ST7             | 28 вересня 1994   | Обсерваторія Кітт-Пік                        | Spacewatch                           |
| (14027) 1994 TJ1                     | 1994 TJ1             | 2 жовтня 1994     | Обсерваторія Кітамі                          | Кін Ендате, Кадзуро Ватанабе         |
| (14028) 1994 TZ14                    | 1994 TZ14            | 5 жовтня 1994     | Обсерваторія Кітамі                          | Кін Ендате, Кадзуро Ватанабе         |
| (14029) 1994 UC1                     | 1994 UC1             | 31 жовтня 1994    | Обсерваторія Наті-Кацуура                    | Йошісада Шімідзу, Такеші Урата       |
| (14030) 1994 UP1                     | 1994 UP1             | 25 жовтня 1994    | Обсерваторія Кушіро                          | Сейджі Уеда, Хіроші Канеда           |
| 14031 Rozyo                          | 1994 WF2             | 26 листопада 1994 | Обсерваторія Кітамі                          | Кін Ендате, Кадзуро Ватанабе         |
| 14032 Мего (Mego)                    | 1994 XP              | 4 грудня 1994     | Станція Аясі обсерваторії Сендай             | Масахіро Коїсікава                   |
| (14033) 1994 YR                      | 1994 YR              | 28 грудня 1994    | Обсерваторія Оїдзумі                         | Такао Кобаяші                        |
| (14034) 1995 BW                      | 1995 BW              | 25 січня 1995     | Обсерваторія Оїдзумі                         | Такао Кобаяші                        |
| (14035) 1995 CJ                      | 1995 CJ              | 1 лютого 1995     | Обсерваторія Оїдзумі                         | Такао Кобаяші                        |
| (14036) 1995 EY7                     | 1995 EY7             | 5 березня 1995    | Нюкаса                                       | Масанорі Хірасава, Шохеї Судзукі     |
| (14037) 1995 EZ7                     | 1995 EZ7             | 5 березня 1995    | Нюкаса                                       | Масанорі Хірасава, Шохеї Судзукі     |
| (14038) 1995 HR                      | 1995 HR              | 27 квітня 1995    | Обсерваторія Кушіро                          | Сейджі Уеда, Хіроші Канеда           |
| (14039) 1995 KZ1                     | 1995 KZ1             | 28 травня 1995    | Паломарська обсерваторія                     | Е. Гелін                             |
| 14040 Андрейка (Andrejka)            | 1995 QD2             | 23 серпня 1995    | Обсерваторія Модри                           | Адріан Галад, А. Правда              |
| 14041 Дюрренматт (Durrenmatt)        | 1995 SO54            | 21 вересня 1995   | Обсерваторія Карла Шварцшильда               | Ф. Бернґен                           |
| 14042 Агафонов (Agafonov)            | 1995 UG5             | 16 жовтня 1995    | Станція Зеленчуцька обсерваторії Енгельгарта | Т. Крячко                            |
| (14043) 1995 UA45                    | 1995 UA45            | 20 жовтня 1995    | Обсерваторія Уенохара                        | Нобухіро Кавасато                    |
| (14044) 1995 VS1                     | 1995 VS1             | 1 листопада 1995  | Обсерваторія Кійосато                        | Сатору Отомо                         |
| (14045) 1995 VW1                     | 1995 VW1             | 4 листопада 1995  | Станція Сінлун                               | SCAP                                 |
| 14046 Keikai                         | 1995 WE5             | 17 листопада 1995 | Обсерваторія Наніо                           | Томімару Окуні                       |
| 14047 Kohichiro                      | 1995 WG5             | 18 листопада 1995 | Обсерваторія Кітамі                          | Кін Ендате, Кадзуро Ватанабе         |
| (14048) 1995 WS7                     | 1995 WS7             | 27 листопада 1995 | Обсерваторія Оїдзумі                         | Такао Кобаяші                        |
| (14049) 1995 XH1                     | 1995 XH1             | 15 грудня 1995    | Обсерваторія Оїдзумі                         | Такао Кобаяші                        |
| (14050) 1995 YH1                     | 1995 YH1             | 21 грудня 1995    | Обсерваторія Оїдзумі                         | Такао Кобаяші                        |
| (14051) 1995 YY1                     | 1995 YY1             | 21 грудня 1995    | Обсерваторія Оїдзумі                         | Такао Кобаяші                        |
| (14052) 1995 YH3                     | 1995 YH3             | 27 грудня 1995    | Обсерваторія Оїдзумі                         | Такао Кобаяші                        |
| (14053) 1995 YS25                    | 1995 YS25            | 27 грудня 1995    | Обсерваторія Берґіш-Ґладбах                  | Вольф Бікель                         |
| 14054 Душек (Dusek)                  | 1996 AR              | 12 січня 1996     | Обсерваторія Клеть                           | Мілош Тіхі, Зденек Моравец           |
| (14055) 1996 AS                      | 1996 AS              | 10 січня 1996     | Обсерваторія Оїдзумі                         | Такао Кобаяші                        |
| 14056 Кайнар (Kainar)                | 1996 AO1             | 13 січня 1996     | Обсерваторія Клеть                           | Обсерваторія Клеть                   |
| 14057 Манфредстолл (Manfredstoll)    | 1996 AV1             | 15 січня 1996     | Лінц                                         | Е. Мейєр, Ервін Обермайр             |
| (14058) 1996 AP15                    | 1996 AP15            | 14 січня 1996     | Станція Сінлун                               | SCAP                                 |
| (14059) 1996 BB2                     | 1996 BB2             | 25 січня 1996     | Обсерваторія Оїдзумі                         | Такао Кобаяші                        |
| 14060 Патерсонюен (Patersonewen)     | 1996 BM5             | 18 січня 1996     | Обсерваторія Кітт-Пік                        | Spacewatch                           |
| (14061) 1996 CT7                     | 1996 CT7             | 13 лютого 1996    | Обсерваторія Азіаґо                          | Уліссе Мунарі, Маура Томбеллі        |
| 14062 Кремаскіні (Cremaschini)       | 1996 CR8             | 14 лютого 1996    | Обсерваторія Азіаґо                          | Маура Томбеллі, Уліссе Мунарі        |
| (14063) 1996 DZ                      | 1996 DZ              | 21 лютого 1996    | Обсерваторія Оїдзумі                         | Такао Кобаяші                        |
| (14064) 1996 DT3                     | 1996 DT3             | 16 лютого 1996    | Коссоль                                      | Ерік Вальтер Ельст                   |
| 14065 Флегель (Flegel)               | 1996 EY5             | 11 березня 1996   | Обсерваторія Кітт-Пік                        | Spacewatch                           |
| (14066) 1996 FA4                     | 1996 FA4             | 20 березня 1996   | Обсерваторія Галеакала                       | AMOS                                 |
| (14067) 1996 GY17                    | 1996 GY17            | 15 квітня 1996    | Обсерваторія Ла-Сілья                        | Ерік Вальтер Ельст                   |
| 14068 Гаусерова (Hauserova)          | 1996 HP1             | 21 квітня 1996    | Обсерваторія Клеть                           | Яна Тіха, Мілош Тіхі                 |
| 14069 Крашенінніков (Krasheninnikov) | 1996 HP18            | 18 квітня 1996    | Обсерваторія Ла-Сілья                        | Ерік Вальтер Ельст                   |
| (14070) 1996 JC1                     | 1996 JC1             | 14 травня 1996    | Обсерваторія Галеакала                       | NEAT                                 |
| 14071 Ґадабірд (Gadabird)            | 1996 JK13            | 11 травня 1996    | Обсерваторія Кітт-Пік                        | Spacewatch                           |
| 14072 Вольтерра (Volterra)           | 1996 KN              | 21 травня 1996    | Прескоттська обсерваторія                    | Пол Комба                            |
| (14073) 1996 KO1                     | 1996 KO1             | 17 травня 1996    | Станція Сінлун                               | SCAP                                 |
| 14074 Ріккаті (Riccati)              | 1996 NS              | 11 липня 1996     | Обсерваторія Сан-Вітторе                     | Обсерваторія Сан-Вітторе             |
| 14075 Кенвіл (Kenwill)               | 1996 OJ              | 18 липня 1996     | Обсерваторія Ренд                            | Джордж Віском                        |
| (14076) 1996 OO1                     | 1996 OO1             | 20 липня 1996     | Станція Сінлун                               | SCAP                                 |
| 14077 Вольфанґо (Volfango)           | 1996 PF1             | 9 серпня 1996     | Обсерваторія Санта-Лючія Стронконе           | Антоніо Ваньоцці                     |
| (14078) 1997 FQ3                     | 1997 FQ3             | 31 березня 1997   | Сокорро (Нью-Мексико)                        | LINEAR                               |
| (14079) 1997 FV3                     | 1997 FV3             | 31 березня 1997   | Сокорро (Нью-Мексико)                        | LINEAR                               |
| 14080 Геппенгайм (Heppenheim)        | 1997 GB              | 1 квітня 1997     | Штаркенбурзька обсерваторія                  | Штаркенбурзька обсерваторія          |
| (14081) 1997 GT18                    | 1997 GT18            | 3 квітня 1997     | Сокорро (Нью-Мексико)                        | LINEAR                               |
| (14082) 1997 GK21                    | 1997 GK21            | 6 квітня 1997     | Сокорро (Нью-Мексико)                        | LINEAR                               |
| (14083) 1997 GH22                    | 1997 GH22            | 6 квітня 1997     | Сокорро (Нью-Мексико)                        | LINEAR                               |
| (14084) 1997 GX23                    | 1997 GX23            | 6 квітня 1997     | Сокорро (Нью-Мексико)                        | LINEAR                               |
| (14085) 1997 GA37                    | 1997 GA37            | 3 квітня 1997     | Сокорро (Нью-Мексико)                        | LINEAR                               |
| (14086) 1997 GC38                    | 1997 GC38            | 6 квітня 1997     | Сокорро (Нью-Мексико)                        | LINEAR                               |
| (14087) 1997 HG10                    | 1997 HG10            | 30 квітня 1997    | Сокорро (Нью-Мексико)                        | LINEAR                               |
| 14088 Анкус (Ancus)                  | 1997 JB10            | 3 травня 1997     | Коллеверде ді Ґвідонія                       | Вінченцо Касуллі                     |
| (14089) 1997 JC14                    | 1997 JC14            | 8 травня 1997     | Станція Сінлун                               | SCAP                                 |
| (14090) 1997 MS3                     | 1997 MS3             | 28 червня 1997    | Сокорро (Нью-Мексико)                        | LINEAR                               |
| (14091) 1997 MQ4                     | 1997 MQ4             | 28 червня 1997    | Сокорро (Нью-Мексико)                        | LINEAR                               |
| 14092 Ґейлі (Gaily)                  | 1997 MC8             | 29 червня 1997    | Обсерваторія Кітт-Пік                        | Spacewatch                           |
| (14093) 1997 OM                      | 1997 OM              | 26 липня 1997     | Обсерваторія Ренд                            | Джордж Віском                        |
| 14094 Ґарно (Garneau)                | 1997 OJ1             | 28 липня 1997     | Обсерваторія Кітт-Пік                        | Spacewatch                           |
| (14095) 1997 PE2                     | 1997 PE2             | 7 серпня 1997     | Обсерваторія Ренд                            | Кеннет Вільямс                       |
| (14096) 1997 PC4                     | 1997 PC4             | 4 серпня 1997     | Обсерваторія Чрні Врх                        | Герман Мікуж                         |
| 14097 Капдепера (Capdepera)          | 1997 PU4             | 11 серпня 1997    | Обсерваторія Мальорки                        | Альваро Лопес-Ґарсіа, Рафаель Пачеко |
| 14098 Шімек (Simek)                  | 1997 QS              | 24 серпня 1997    | Обсерваторія Модри                           | Адріан Галад, А. Правда              |
| (14099) 1997 RQ3                     | 1997 RQ3             | 5 вересня 1997    | Обсерваторія Наті-Кацуура                    | Йошісада Шімідзу, Такеші Урата       |
| 14100 Веєрштрас (Weierstrass)        | 1997 RQ5             | 8 вересня 1997    | Прескоттська обсерваторія                    | Пол Комба                            |

| ← Астероїди 10001—20000 → |             |             |             |             |             |             |             |             |             |
| 10001—10100               | 11001—11100 | 12001—12100 | 13001—13100 | 14001—14100 | 15001—15100 | 16001—16100 | 17001—17100 | 18001—18100 | 19001—19100 |
| 10101—10200               | 11101—11200 | 12101—12200 | 13101—13200 | 14101—14200 | 15101—15200 | 16101—16200 | 17101—17200 | 18101—18200 | 19101—19200 |
| 10201—10300               | 11201—11300 | 12201—12300 | 13201—13300 | 14201—14300 | 15201—15300 | 16201—16300 | 17201—17300 | 18201—18300 | 19201—19300 |
| 10301—10400               | 11301—11400 | 12301—12400 | 13301—13400 | 14301—14400 | 15301—15400 | 16301—16400 | 17301—17400 | 18301—18400 | 19301—19400 |
| 10401—10500               | 11401—11500 | 12401—12500 | 13401—13500 | 14401—14500 | 15401—15500 | 16401—16500 | 17401—17500 | 18401—18500 | 19401—19500 |
| 10501—10600               | 11501—11600 | 12501—12600 | 13501—13600 | 14501—14600 | 15501—15600 | 16501—16600 | 17501—17600 | 18501—18600 | 19501—19600 |
| 10601—10700               | 11601—11700 | 12601—12700 | 13601—13700 | 14601—14700 | 15601—15700 | 16601—16700 | 17601—17700 | 18601—18700 | 19601—19700 |
| 10701—10800               | 11701—11800 | 12701—12800 | 13701—13800 | 14701—14800 | 15701—15800 | 16701—16800 | 17701—17800 | 18701—18800 | 19701—19800 |
| 10801—10900               | 11801—11900 | 12801—12900 | 13801—13900 | 14801—14900 | 15801—15900 | 16801—16900 | 17801—17900 | 18801—18900 | 19801—19900 |
| 10901—11000               | 11901—12000 | 12901—13000 | 13901—14000 | 14901—15000 | 15901—16000 | 16901—17000 | 17901—18000 | 18901—19000 | 19901—20000 |